# Stadion Shopping Center
Das Stadion Shopping Center (serbisch-kyrillisch Стадион Шопинг Центер) ist ein Einkaufszentrum und zugleich das Stadion des Fußballclubs FK Voždovac, das in der Altstadt der serbischen Hauptstadt Belgrad, genauer im Stadtbezirk Voždovac beheimatet ist. Es handelt sich hierbei um ein einzigartiges Objekt, vor allem weil sich das Stadion Voždovac auf dem Dach des Einkaufszentrums befindet, aber auch wegen seiner enormen Kapazität. Das vierstöckige Bauwerk nimmt eine Fläche von 74.600 m² ein, einschließlich einer Tiefgarage mit zwei Etagen und 800 Parkplätzen. Das Management des gesamten Gebäudekomplexes einschließlich Immobilienvermittlung, Marketing und Öffentlichkeitsarbeit ist dem Belgrader Unternehmen Confluence Property Management zugeteilt. Als größtes Einkaufszentrum in Südosteuropa sowie als das erste Objekt dieser Art in Europa, ist es eine neue und begehrte touristische Attraktion der serbischen Hauptstadt.
Zwischen 2011 und 2013 entstand ein neues und modernes Einkaufszentrum im Belgrader Bezirk Voždovac, das heute über 800 Personen beschäftigt. Das Projekt von regionaler Bedeutung wurde vom österreichischen Immobilienentwickler „Krammer & Wagner & Illmaier“ realisiert, dabei wurden insgesamt 50 Millionen Euro in den Bau des Gebäudekomplexes investiert. Es handelt sich dabei um eine einzigartige Bautechnik, die zum ersten Mal in Serbien angewandt wurde.

## Einkaufszentrum
Im Erdgeschoss des Objekts befindet sich einen Hypermarkt und unterschiedliche Ladenlokale, darunter eine Bank, sowie eine Bäckerei und eine Apotheke, und mehrere Kosmetikläden. Im ersten Stock gibt es mehrere Modegeschäfte, die größeren Boutiquen sind mit dem zweiten Stockwerk direkt verbunden. Im zweiten Stock befinden sich weitere Boutiquen sowie Geschäfte, in denen man Kinderbekleidung und Haushaltsgeräte erwerben kann. Im dritten Stockwerk ist ein modernes Wellness-Zentrum auf einer Fläche von 800 m² eingerichtet sowie ein exklusives Restaurant, das Besuchern, unter anderem einen Ausblick auf Belgrad bietet. Auf dem Dach befindet sich schließlich das Stadion.

### Eröffnung
Die Eröffnung des Einkaufszentrums hatte großes Interesse der Bürger von Belgrad, aber auch in der gesamten Region geweckt. Während der Eröffnung am 24. April 2013 gab es eine Musikveranstaltung, Auftritte von Künstlern, besonders vorbereitete Unterhaltungsprogramme und Rabatte für alle Besucher am Eröffnungstag.

### Marken
In Einkaufszentrum sind zahlreiche nationale sowie international Marken vertreten. Neben der Modemarke H&M, die ein Geschäft im Herbst 2013 eröffnet hat, bietet das Einkaufszentrum unter anderem folgende Marken an: C&A, Tom Tailor, Deichmann, New Yorker, Takko Fashion, Intersport, Orsay, Telenor, McDonald’s und Kentucky Fried Chicken.

## Stadion
Auf der Fläche auf dem das heutige Bauwerk errichtet wurde, befand sich zuvor das alte Stadion des Vereins, das 1912 erbaut und 2011 abgerissen wurde. Das heutige Voždovac-Stadion wurde im Einklang mit den wirtschaftlichen, sozialen und Umweltschutznormen der UEFA gebaut. Seine Kapazität ist für etwa 5.200 Zuschauer projektiert und befindet sich 40 Meter über der Erdoberfläche.